# RaiaDrogasil
RaiaDrogasil (RD) ist ein brasilianisches Unternehmen mit Sitz in São Paulo, das im pharmazeutischen Einzelhandel tätig ist. Das Geschäftsmodell basiert auf Apothekenketten (Drogasil, Raia und Onofre), einer Reihe unterschiedlicher Produkte, die von Apotheken vermarktet werden, sowie einer Vielzahl von Pharmaunternehmen im Gesundheitsbereich und im Einzelhandel.
Es entstand 2011 nach der Fusion von Drogasil S.A. mit Raia S.A.
Es ist an der brasilianischen Börse BOVESPA notiert.
Im September 2020 hatte das Unternehmen einen Anteil von 14 % am pharmazeutischen Einzelhandelsmarkt in Brasilien. Es ist zurzeit die größte Apothekenkette in Brasilien.
Mitte 2012 überholte RaiaDrogasil die bis dahin führende Grupa DPSP und wurde die größte Apothekenkette des Landes.

## Marken

### Drogasil
Drogasil wurde im März 1935 nach dem Zusammenschluss der São Paulo Apotheken Drogaria Bráulio und Drogaria Brasil gegründet. Zwei Jahre später schloss sie sich anderen Drogerien an. Heute verfügt die Gruppe über 8 Vertriebszentren mit mehr als 2100 Filialen in 23 Bundesstaaten in ganz Brasilien und ist damit die größte Apothekenkette Brasiliens.

### Raia
Pharmacia Raia wurde am 3. August 1905 in der Stadt Araraquara im Landesinneren des Bundesstaates São Paulo gegründet. Seit der Eröffnung des zweiten Geschäfts im Jahr 1931 ist das Unternehmen gewachsen und erreichte weitere Städte und Bundesstaaten in Brasilien, wobei es 1992 über 80 Geschäfte verfügte.

### Onofre
Drogaria Onofre eröffnete 1934 sein erstes Geschäft in Rio de Janeiro. 1980 begann es mit dem ersten Autoschalterverkauf von Medikamenten und im Jahr 2000 startete es seinen E-Commerce. Mit Expertise im digitalen Umfeld wurde es 2019 von RD übernommen und heute ist es exklusiv im Online-Handel präsent. Zum Zeitpunkt der Übernahme besaß es 42 Geschäfte in São Paulo (Bundesstaat), Rio de Janeiro (Bundesstaat) und Minas Gerais.